# Sebastian Langkamp
Sebastian Langkamp (Speyer, Alemania, 15 de enero de 1988) es un futbolista alemán. Juega de defensor en el Perth Glory F. C. de la A-League de Australia.

## Selección nacional
Fue internacional con la selección de fútbol sub-21 de Alemania en 2009 en 5 ocasiones.

## Clubes
| Club              | País      | Año       |
| ----------------- | --------- | --------- |
| Bayern Munich II  | Alemania  | 2007      |
| Hamburgo S. V. II | Alemania  | 2007-2008 |
| Karlsruher SC     | Alemania  | 2008-2011 |
| F. C. Augsburgo   | Alemania  | 2011-2013 |
| Hertha Berlín     | Alemania  | 2013-2018 |
| Werder Bremen     | Alemania  | 2018-2020 |
| Perth Glory F. C. | Australia | 2021-     |